# Ибрагимов, Ибрагим Нурмагомедович
Ибраги́м Нурмагоме́дович Ибраги́мов (28 марта 1975, Каспийск, Дагестанская АССР, РСФСР, СССР) — заслуженный мастер спорта России по армспорту (звание присвоено 23 декабря 1998 года), является 9-ти кратным чемпионом мира по армспорту, 9-ти кратный чемпион Европы, многократный чемпион России, легенда армрестлинга. Выступал в категории до 100 и до 110 кг.

## Биография
Проживает в республике Дагестан, в городе Каспийск. В середине марта 2001 года в Махачкале стал чемпионом России. Являлся лучшим спортсменом России в 2002 и 2003 годах, обладатель множества титулов и наград. По национальности — лезгин.
Тренеры Ибрагимова — заслуженные тренеры России Мурад Идрисов и Ф. Ибрагимов.
Окончил карьеру в 2004 году и остался непобежденным в своей весовой категории.
В 2009 году выступил на чемпионате России, занял второе место на правой и левой руке.
В 2014 году он снова выступил на чемпионате России, занял второе место на правой руке, в новой весовой категории свыше 110 кг.